# Кузнецов, Антон Валерьевич
Анто́н Вале́рьевич Кузнецо́в (20 июля 1967 — 11 июня 2013) — российский и французский актёр, театральный режиссёр, театральный педагог. Заслуженный артист Российской Федерации (2004).

## Биография
Антон Кузнецов родился 20 июля 1967 года в Саратове. Окончил среднюю школу № 42. Поступил на театральный факультет Саратовской консерватории (мастерская В. З. Федосеева). При поступлении на факультет читал монолог Платона Зыбкина из пьесы А. Н. Островского «Правда хорошо, а счастье лучше». В 1988 году окончил обучение, получив специальность актёра театра и кино. Позднее учился в Санкт-Петербургской театральной академии на курсе Льва Додина, окончил СПбГАТИ в 1996 году.
В период с 1993 по 1998 год жил и трудился во Франции, где работал ассистентом художественного руководителя и директора театра «Одеон» (Париж).
С 1997 года, начиная с постановки в МХТ им. Чехова, Антон Кузнецов сотрудничал с французским композитором Жаном-Паскалем Ламаном.
Антон Кузнецов участвовал в постановке драматических оперных спектаклей в Париже, Зальцбурге, Амстердаме, Севилье, Дижоне, Страсбурге, Брюсселе, в 1995 году организовал собственную театральную компанию «BABEL», ставил спектакли в Саратовском театре юного зрителя и МХТ им. Чехова.
В 1998 году Антон Кузнецов стал главным режиссёром Саратовского театра драмы. Позднее, в 2004—2005 гг. возник острый творческий конфликт, в результате которого Антон Кузнецов покинул театр и Саратов.
Антон Кузнецов преподавал на театральном факультете Саратовской консерватории. В 2000 году он, совместно с Л. Н. Воробьёвой набрал актёрско-режиссёрский курс, который вёл пять лет, поставил с ним несколько спектаклей, побывал на гастролях во Франции. В 2004 году набрал ещё один курс, но спустя некоторое время Антон Кузнецов покинул Саратов и перебрался во Францию, курс вёл Игорь Баголей.
В 2004 году Жан-Клод Фаль по приглашению Антона Кузнецова побывал в Саратове и ознакомился с театральной средой этого города. Спустя шесть лет Жан-Клод Фаль дал согласие поставить спектакль в Саратовском ТЮЗе.
С 2006 по 2013 год Антон Кузнецов постоянно жил и работал во Франции.
Умер 11 июня 2013 года.

## Признание и награды
- Золотой Арлекин за режиссуру спектакля «Берендей» (2000)[10]
- Золотой Арлекин за режиссуру спектакля «Долгая счастливая жизнь» (2003)[11]
- Кавалер ордена «Академические пальмы»[3][12]
- Заслуженный артист Российской Федерации (2004)[1]

## Творчество

### Постановки в театре

#### Саратовский академический театр драмы
- 1998 — «Берендей» по произведениям Венедикта Ерофеева, Сергея Носова, Алексея Слаповского, Виктора Пелевина, Дмитрия Пригова, Ксении Драгунской[13]
- 1998 — «На дне» М. Горького[14]
- 1999 — «Господин де Мопассан»
- 1999 — «Изобретательная влюбленная» Лопе де Вега совместно с Григорием Аредаковым[15]
- 2000 — «Конкурс» Александра Галина
- 2000 — «Сплендидс» Жан Жене[16]
- 2001 — «Долгая счастливая жизнь» по произведениям Геннадия Шпаликова (совместно с Ольгой Харитоновой)[17]
- 2002 — «Мечтатели» по пьесам А. Н. Островского «Лес» и «Таланты и поклонники»[18]
- 2003 — «Babel» по произведениям И. Бабеля[19][20]
- 2004 — «Копилка» Э. М. Лабиш[21][22]
- 2004 — «Пентесилея» Генрих фон Клейст[23]
- 2005 — «А зори здесь тихие…» Бориса Васильева

#### Саратовский академический театр юного зрителя имени Ю. П. Киселёва
- «Маленькие трагедии» по А. С. Пушкину[24]

#### Другие театры
- 1997 — «Камера обскура» по роману Владимира Набокова (МХТ им. Чехова)[25]
- 2010 — «Мёртвые души» Н. В. Гоголя (театр MC93 Bobigny, Бобиньи, Франция)[26]

### Роли в театре
- «Гаудеамус» Каледина — Попов
- «Женитьба Фигаро» Бомарше. Режиссёр: Игорь Коняев — Фигаро[27]
- «На дне» М. Горького — актёр